# Europese kampioenschappen judo 1973
De Europese kampioenschappen judo 1973 werden op 12 en 13 mei 1973 gehouden in Madrid, Spanje. 

## Resultaten
| Gewichtsklasse | Goud               | Zilver                | Brons                                |
| -------------- | ------------------ | --------------------- | ------------------------------------ |
| – 63 kg        | Sergei Melnichenko | Shengeli Pitskhelauri | Karl-Heinz Werner Michel Algisi      |
| – 70 kg        | Dietmar Hötger     | Engelbert Dörbandt    | Vacinuff Morrison Franco Novasconi   |
| – 80 kg        | Brian Jacks        | Guy Auffray           | Bernd Look Guram Gogolauri           |
| – 93 kg        | Jean-Luc Rougé     | David Starbrook       | Amiran Muzaev Evgeny Solodukhin      |
| + 93 kg        | Santiago Ojeda     | Keith Remfry          | Dzhibilo Nizharadze Peter Adelaar    |
| Open           | Serhei Novikov     | Sjota Tsjotsjisjvili  | Wolfgang Zuckschwerdt Dietmar Lorenz |

## Medailleklassement
| Plaats | Land                           | Goud | Zilver | Brons | Totaal |
| 1      | Sovjet-Unie                    | 2    | 2      | 4     | 8      |
| 2      | Verenigd Koninkrijk            | 1    | 2      | 1     | 4      |
| 3      | Frankrijk                      | 1    | 1      | 1     | 3      |
| 4      | Duitse Democratische Republiek | 1    | –      | 4     | 5      |
| 5      | ESP                            | 1    | –      | –     | 1      |
| 6      | Bondsrepubliek Duitsland       | –    | 1      | –     | 1      |
| 7      | Nederland                      | –    | –      | 1     | 1      |
| 7      | Italië                         | –    | -      | 1     | 1      |
|        | Totaal                         | 6    | 6      | 12    | 24     |